# Suctobelbila undulata
Suctobelbila undulata är en kvalsterart som beskrevs av Hammer 1979. Suctobelbila undulata ingår i släktet Suctobelbila och familjen Suctobelbidae. Inga underarter finns listade i Catalogue of Life.